# Gökhan Gönül
Gökhan Gönül' (Samsun, 4 de janeiro de 1985) é um futebolista profissional turco que atua como Lateral-Direito, atualmente defende o Rizespor.

## Carreira
Joga com a camisa 77 pelo Fenerbahçe SK. Gökhan Gönül fez parte do elenco da Seleção Turca de Futebol da Eurocopa de 2016.